# خالد بومليلي
خالد بومليلي (من مواليد 10 أبريل 1978) بمدينة مكناس هو رياضي مغربي متخصص في الماراثون.